# Jim Reid

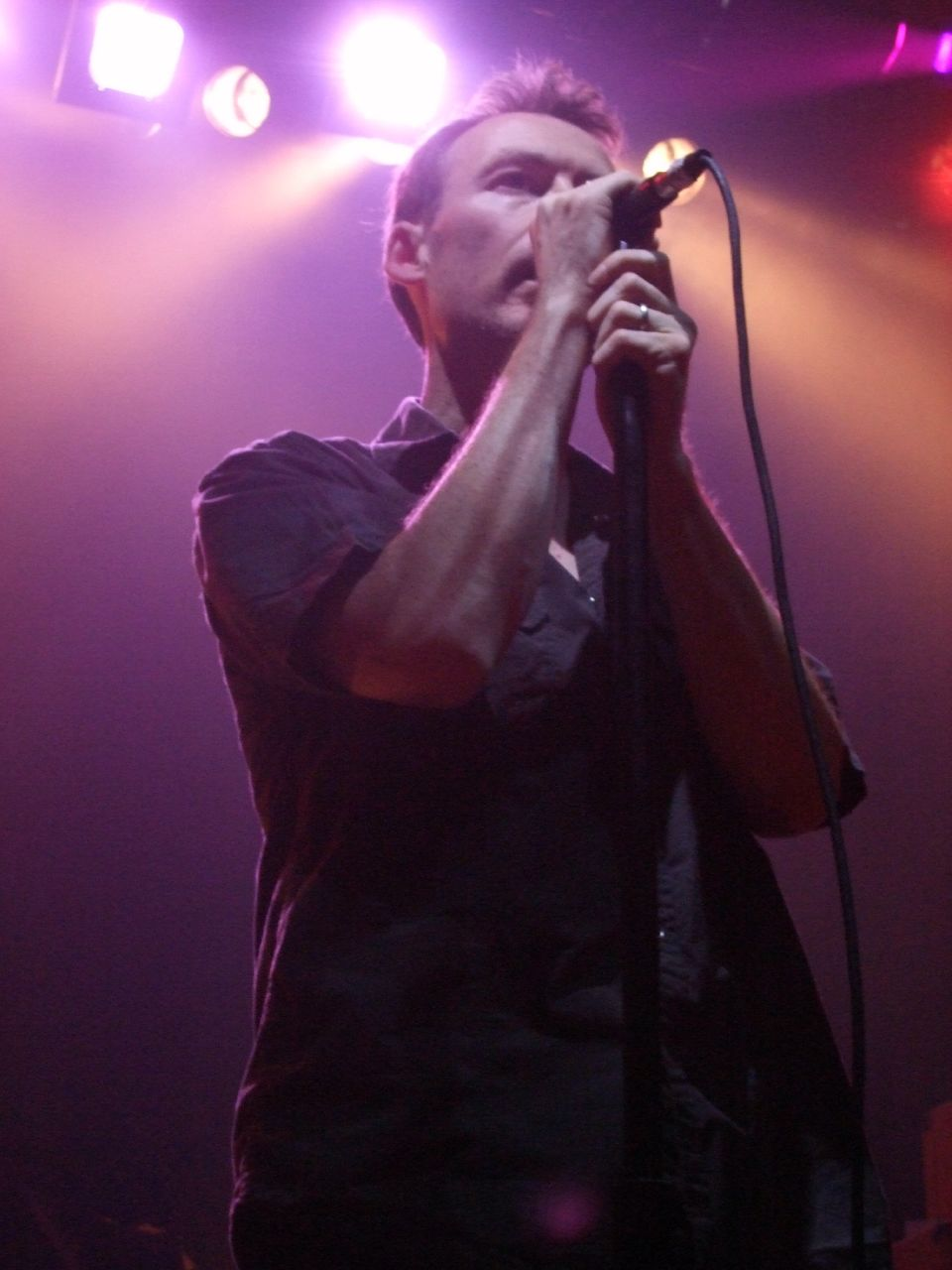
Jim Reid (2007)

Jim Reid (* 29. Dezember 1961 in Glasgow, Strathclyde, Schottland) ist ein britischer Komponist und Rocksänger.

## Leben
Reid ist der Leadsänger der Alternative-Rock-Band The Jesus and Mary Chain, die er zusammen mit seinem älteren Bruder, dem Gitarristen William Reid 1983 gründete. Bis zur Auflösung der Band 1999 veröffentlichten sie sechs Studio-Alben.
Danach gründete Reid die Band Freeheat zusammen mit dem früheren The Jesus and Mary Chain-Schlagzeuger Nick Sanderson und dem Gitarristen Ben Lurie. Mit Freeheat ging er auf mehrere Tourneen. 2003 veröffentlichte diese eine EP Retox, danach gingen die Mitglieder der Band ihre eigenen Wege.
2005 veröffentlichte er seine erste Solo-Single „Song for a secret“ auf Transistor Records und 2006 erneut eine Single „Dead End Kids“, ebenfalls auf Transistor.
Seit März 2007 tritt er wieder mit seinem Bruder als The Jesus and Mary Chain auf.
Derzeit lebt Reid in Devon mit seiner Frau und seinen beiden 2003 und 2007 geborenen Töchtern.

## Diskografie (Solo)
- „Song for a Secret“ – Single (2005)
- „Dead End Kids“ – Single (2006)